# Blautal-Center
Das Blautal-Center ist ein am 29. Oktober 1997 eröffnetes ehemaliges Einkaufszentrum in Ulm, sein Betrieb wird seit 2024 eingestellt. Mit einer Gesamtfläche von 44.500 m² war es eines der größten Einkaufszentren Süddeutschlands.

## Geschäfte
Die Verkaufsfläche von 37.500 m² bot Platz für 100 Geschäfte, davon zwölf Gastronomie-Betriebe. Bekannte Handelsketten waren u. a. der Sportartikelhändler Decathlon, die Drogerie Müller, die Bekleidungsketten C&A, H&M sowie New Yorker und der Schuhhandel Deichmann. Zudem befanden sich eine Reihe weiterer Geschäfte für Bekleidung und Schuhe, Bücher, Bürobedarf sowie für Accessoires und Schmuck im Blautal-Center. Auch zahlreiche Dienstleister waren im Blautal-Center zu finden, u. a. Friseure, Optiker, Mobilfunkanbieter, eine Apotheke sowie ein Reisebüro. Die größte Verkaufsfläche von fast 7.000 m² wurde bis Ende der 2010er Jahre nacheinander von verschiedenen Lebensmittelmärkten genutzt.

## Geschichte
Das Blautal-Center wurde im Jahr 1997 als eines der größten Einkaufszentren Süddeutschlands eröffnet. 2015 wurde das Blautal-Center für rund 15 Millionen Euro saniert und umgebaut. Neben dem Austausch schadhafter Bodenfliesen wurden Spielmöglichkeiten für Kinder aufgebaut, darunter ein großes Drachenschiff. Hauptinvestition war jedoch die Erneuerung des gastronomischen Bereiches "Speiserei" für vier Millionen Euro.
2017 verließ mit dem Lebensmittelmarkt V-Markt der letzte alleinige Mieter die größte Verkaufsfläche. Seitdem wurde die Fläche geteilt, in einem Teil siedelte sich zeitweise ein Netto Marken-Discount an.
Im Jahr 2018 erwog der Betreiber aufgrund des Leerstands von mehr als zehn Ladenflächen, darunter der früheren Supermarktfläche mit fast 7000 m², einen Teil des Centers für Fitness-, Gesundheits- oder Wellnessangebote umzubauen. Denkbar sei sogar die Umwandlung in Wohnungen.
Anfang Februar 2022 wurde das Blautal-Center für 38 Millionen Euro an einen neuen Eigentümer verkauft. Am 22. März 2022 stimmte der Bauausschuss den Plänen der neuen Eigentümer zum Umbau des Blautal-Centers zu. Ein Großteil der Fläche soll künftig dem Wohnen dienen, wozu große Teile des bisherigen Gebäudes abgerissen werden. Der Einzelhandel wird sich zukünftig auf die Nahversorgung beschränken.
Im Jahr 2022 betrug der Anteil der leerstehenden Fläche etwa 36 Prozent.
Der Betrieb des Blautal-Centers sollte Ende 2024 eingestellt werden, jedoch waren zu diesem Zeitpunkt noch einige Mieter im Gebäude, die sich auf ihre laufenden Mietverträge beriefen.

## Lage
Das Blautal-Center liegt in der Blaubeurer Straße in Ulm. Das Blautal-Center Ulm ist etwa 2,8 km Fußweg vom Hauptbahnhof Ulm entfernt. Es ist zudem über die Buslinien 8, 10, 36, 37 und 38 erreichbar, direkt vor dem Haupteingang befinden sich zwei Haltestellen. Außerdem befindet sich ca. 12 Minuten Fußweg entfernt die Straßenbahnhaltestelle Magirusstraße, die von der Linie 1 bedient wird. Durch die günstige Verkehrsanbindung Ulms lässt sich das Blautal-Center über die Autobahnen A7 und A8 sowie über die Bundesstraßen B10, B28 und B30 erreichen.

## Sonstiges
In der Nachbarstadt Neu-Ulm, von Ulm nur durch die Donau getrennt, eröffnete am 19. März 2015 mit der Glacis-Galerie ein weiteres Einkaufszentrum mit etwa 24.800 m² und ähnlichem Branchenmix. In der Öffentlichkeit sorgt dies für einige Kritik, da die zwei großen Einkaufszentren dann nur 4,8 km voneinander entfernt liegen. Man befürchtete, dass dadurch zum einen die Einzelhändler in den Innenstädten noch stärker zu kämpfen haben, zum anderen, dass die Glacis-Galerie sich nicht gegen die etablierte Ulmer Innenstadt und das Blautal-Center wird durchsetzen können. Letztendlich konnte sich die Neu-Ulmer Glacis-Galerie durchsetzen, das Blautal-Center musste schließen.